# ریو تاکیزاوا
ریو تاکیزاوا (انگلیسی: Rio Takizawa؛ زادهٔ ۳۰ سپتامبر ۱۹۹۶) بازیکن فوتبال اهل ژاپن است.